# Sferetta di trattenimento

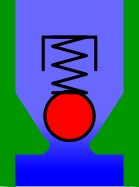
Una sferetta di trattenimento all'interno di un cilindro a formare una valvola di ritegno

La sferetta di ritegno, anche detta sferetta di trattenimento, è una sfera metallica di piccolo diametro che può scivolare in un pozzetto cilindrico e alla cui caduta si oppone la forza esercitata da una molla. Il pozzetto è ostruito alla sommità da una ghiera di diametro inferiore a quello della sfera, che le permette di affacciarsi senza fuoriuscire.
Trova impiego nelle valvole di ritegno o in generale nei meccanismi per trattenere un elemento mobile quando le due parti a contatto possono scorrere l'una rispetto all'altra. Una delle due dispone di un incavo di ritegno. Quando l'oggetto s'innesta, la sfera rientra nel pozzetto comprimendo la molla e lo lascia scorrere sin quando sopraggiunge l'incavo; a quel punto scivola nell'incavo premuta dalla molla e trattiene il pezzo. Esercitando la necessaria forza si può costringere la sfera a rientrare nel pozzetto abbandonando la sede di ritegno, a quel punto l'oggetto si libera e può estrarsi o muoversi in altra posizione. È molto usata nelle chiavi a bussole intercambiabili, nei selettori scorrevoli dei cambi a ingranaggi e in numerosi altri meccanismi.
Altro impiego è in alcuni tipi di valvola di ritegno monodirezionale, dove ostruisce la luce d'ingresso del fluido.